# Masato Onodera
Masato Onodera (小野寺 正人 Onodera Masato?) (Ichinoseki, Iwate; 10 de septiembre de 1981) es un artista marcial mixto y luchador profesional japonés, más conocido por nombre artístico YAMATO. Onodera trabaja actualmente en Dragon Gate.

## En lucha
- Movimientos finales
  - C.B.V - Crossbone Vanguard[1][2] (Seated crossface)
  - Gallaria[1][2] (Inverted facelock sitout scoop slam piledriver)
  - Mushakaeshi[3] (Spear derivado en modified cradle pin)
  - Dojime Sleeper[4] (Sleeper hold con bodyscissors)[1]
  - 2nd Generation Gekokujoh Elbow[1][2] (Diving elbow drop) - 2006-2007; adoptado de Yasushi Kanda
  - Sitout double underhook powerbomb[5]
  - Cross-legged STF[6]

- Movimientos de firma
  - Hidalgo[2] (Backpack facebuster)
  - Ankle lock
  - Big boot
  - Brainbuster
  - Bridging German suplex[1][2]
  - Cloverleaf
  - Cross armbar
  - Death Valley driver[2]
  - Dropkick, a veces desde una posición elevada
  - Enzuigiri
  - Exploder suplex
  - Figure four leglock
  - Guillotine choke
  - Kimura lock
  - Punt kick
  - Running elbow smash a un oponente arrinconado
  - Spear[2]

- Apodos
  - "BATTLESHIP"[1]
  - "Shin Gekokujoh"[1]

## Campeonatos y logros
- Dragon Gate
  - Dragon Gate Open the Dream Gate Championship (1 vez)
  - Dragon Gate USA Open the Freedom Gate Championship (1 vez)
  - Dragon Gate Open the Triangle Gate Championship (3 veces) – con Gamma & Shingo Takagi (1), Gamma & Yasushi Kanda (1) y Gamma & Masato Yoshino (1)
  - Dragon Gate Open the Twin Gate Championship (3 veces) – con Cyber Kong (1) y Shingo Takagi (2)
  - Dragon Gate NEX-1 Tournament (2007)
  - Summer Adventure Tag League (2009) - con Shingo Takagi
  - Planning Jumbo Six-Man Scramble One Night Tag Tournament (2008) - con Cyber Kong & Shingo Takagi

- Pro Wrestling Illustrated
  - Situado en el Nº98 en los PWI 500 de 2011

## Récord en artes marciales mixtas
| Resultado | Récord | Oponente           | Método             | Evento           | Fecha                 | Ronda | Tiempo | Localización              | Notas |
| --------- | ------ | ------------------ | ------------------ | ---------------- | --------------------- | ----- | ------ | ------------------------- | ----- |
| Derrota   | 0-2    | Kazuya Hirose      | Decisión (unánime) | Pancrase Brave 9 | 12 de octubre de 2004 | 2     | 5:00   | Tokio, Japón              |       |
| Derrota   | 0-1    | Motokazu Kobayashi | KO (puñetazo)      | Pancrase Brave 5 | 28 de mayo de 2004    | 2     | 0:08   | Yokohama, Kanagawa, Japón |       |